# Armatocereus
Genre
Armatocereus est un genre végétal de la famille des Cactaceae.

## Liste d'espèces
Selon NCBI (6 sept. 2010) :
- Armatocereus godingianus
- Armatocereus laetus
- Armatocereus matucanensis